# Portosantovaktel
Portosantovaktel (Coturnix alabrevis) är en nyligen beskriven utdöd hönsfågel som tidigare förekom på ön Porto Santo i ögruppen Madeira.